# Cranley Onslow
Cranley Gordon Douglas Onslow, Baron Onslow of Woking KCMG PC (* 8. Juni 1926; † 13. März 2001) war ein britischer Politiker der Conservative Party. Er war von 1964 bis 1997 Abgeordneter für den Wahlkreis Woking.

## Leben und Karriere
Onslow war mit dem Earl of Onslow verwandt und wurde nach einem der nachgeordneten Titel des Earldoms, Viscount Cranley benannt. Seine Eltern waren Francis Robert Douglas Onslow (1878–1938) und Mabel Strachan († 1974). Er hatte einen jüngeren Bruder, Ian Denzil Onslow (1929–2013).
Er besuchte die Harrow School und im Anschluss die Sandhurst. 1944 trat er ins Militär ein und war Lieutenant bei den Queen’s Own Hussars. Nach Abschluss seines Militärdienstes studierte er Geschichte am Oriel College, Oxford. Onslow trat dann in den MI6 als ein Feldagent ein und diente auch in Burma.
1955 heiratete er Lady June Hay, Tochter von George Hay, 14. Earl of Kinnoull.
Onslow verließ 1960 den Staatsdienst und wurde politisch aktiv, zunächst wurde er ins Dartford Rural Council und später ins Kent County Council gewählt. 1963 wurde er ausgewählt, Harold Watkinson als Abgeordneter für Woking nachzufolgen und wurde im folgenden Jahr bei der Unterhauswahl 1964 gewählt.
Nach seiner Wahl demonstrierte er seine rechten Ansichten mit der Forderung nach niedrigeren Steuern für die Mittelklasse und eine Reduzierung der Entwicklungshilfe. Er verfolgte auch ein unparteiisches Interesse im Bereich Luftfahrt und saß einem diesbezüglichen Ausschuss vor. Er war später Parliamentary Under Secretary of State for Aerospace von 1972 bis 1974 in der Regierung von Edward Heath.
In der Regierung von Margaret Thatcher wurde er 1983 zum Staatsminister beim Foreign and Commonwealth Office, trat allerdings ein Jahr später zurück. 1984 wurde er zum Vorsitzenden des 1922-Komitee gewählt und galt von da an als mächtigster Hinterbänkler seiner Partei. In diesem Amt teilte er Thatcher den Wunsch der Hinterbänkler mit, dass Leon Brittan wegen der Westland-Affaire zurücktreten sollte und bei der Wahl zum Parteivorsitz 1990, dass viele eine breitere Palette an Kandidaten wünschten, woraufhin sie sich zurückzog. Dies verärgerte viele Verbündete von Thatcher und 1992 musste er das Amt des Vorsitzenden abgeben.
Im Anschluss wurde er zum Knight Commander des Order of St Michael and St George ernannt. Nach seinem Verlassen des Unterhauses 1997 wurde er zum Life Peer als Baron Onslow of Woking, of Woking in the County of Surrey ernannt. 1988 wurde er Mitglied des Privy Council of the United Kingdom.